# Romanje
Romanje pomeni versko potovanje v enega od romarskih središč. Včasih se za romanje uporablja tudi izraz Božja pot.

## Vrste romanja
Pobožnost romanja je razširjena v večini religij. V islamu je romanje v Meko oz. t.i. Hadž ena od temeljnih dolžnosti muslimanskih vernikov. Budisti romajo od enega do drugega templja v pričakovanju razsvetljenja. Judje romajo v spomin na dolgo potovanje njihovih prednikov proti »obljubljeni deželi«. V krščanstvu je romanje predvideno pri katoličanih in pravoslavnih, ne pa pri protestantih. Za pravoslavje je romanje predvsem oblika molitve, s katero želi romar potrditi svojo vero.

## Romanja kristjanov
Prvi kristjani so že v času preganjanja skrivaj obiskovali grobove mučencev, pa tudi tistih kristjanov, pokopanih v katakombah, ki so vero v Kristusa izpričevali s svetniškim življenjem. Na njihove grobove so se zatekali ob preizkušnjah, na njih molili in prosili pomoči, jih častili s prinašanjem cvetja, sveč in vencev, posipanjem dišav ipd.
Med kristjani v Rimu se je ohranil zgodovinski spomin na prihod sv. Abericija, škofa Hierapolisa v Frigiji (danes v Turčiji), ki je v 2. stoletju počastil grobova mučencev sv. Petra in sv. Pavla, zato ga štejemo za prvega zgodovinsko izpričanega krščanskega romarja. Ko je rimski cesar Konstantin I. Veliki z Milanskim ediktom leta 313 kristjanom omogočil svobodno izpovedovanje vere, so že kmalu zatem verniki pričeli javno obiskovati grobove mučencev in svetnikov. Množična romanja v Rim so se začela od 4. stoletja, na kar kaže tudi starodavna romarska pot Via Francisgena, ki velja za najstarejšo kulturno in trgovsko pot v Evropi.
Skoraj istočasno so se romarji odpravili tudi proti vzhodu, v Sveto deželo in v kraje, opisane v Novi zavezi. Med najbolj pomembne romarje tistega časa sodi sv. Helena, Konstantinova mati, ki je Sveto deželo obiskala leta 326, dala zgraditi baziliko na Oljski gori, spremljala pa je tudi sinovo gradnjo bazilik Jezusovega rojstva in Jezusovega groba.
Cerkev sprva ni bila naklonjena romanju, predvsem zaradi tega, ker je bil Jeruzalem, glavno mesto krščanstva, v muslimanskih rokah, zato naj bi vsak vernik poiskal v svojem srcu »svoj lastni Jeruzalem«. Pozneje je Cerkev priznala duhovne vrednote romanja in ga sprejela med krepostna dejanja. Potovanja v Sveto deželo so se namreč prekinila po koncu križarskih vojn in po padcu Jeruzalemskega kraljestva, zatem je primat glavnega romarskega središče prevzel Rim, kjer sta grobova apostolov sv. Petra, prvega rimskega škofa, ter sv. Pavla.

### Romanja Slovencev v Rim
Tudi Slovenci so v Rim romali že od zgodnjega srednjega veka, omeniti velja tudi potovanje svetih bratov Cirila in Metoda, ki sta leta 867 papežu Hadrijanu prinesla v potrditev bogoslužne knjige v staroslovanskem jeziku. 
Slovenska izraza »romanje« in »romar« izvirata iz italijanščine, »Roma« je italijansko ime Rima, morda pa že iz latinske besede »romaeus«, s pomenom »rimski« oz. tisti ki potuje v Rim. Naj omenimo še romanja grofa Friderika II. Celjskega, ki je v Rim romal leta 1431 (v spokoro za umor svoje prve žene Elizabete Frankopanske ter Veronike Deseniške) ter je pred svojim odhodom dal zapisati listino v korist žičkim kartuzijanom. V Svetem letu 1450 je v starosti šestinosemdesetih let ponovno romal v Rim, v spremstvu desetih konjenikov.
V Rimu so slovenski romarji vse do 17. stoletja našli zatočišče in pomoč v hospicu bratovščine, nastale pred letom 1441, ki je nudila oskrbo Slovenom (Slovencem in Hrvatom). Sčasoma je nekdanji hospic postal slovensko-hrvaški zavod. Od leta 1901 je to Hrvatski zavod svetog Jeronima (Pontificio Collegio Croato Di San Girolamo a Roma), ta pa odtlej sprejema zgolj duhovnike hrvaškega porekla in jezika, ki študirajo na raznih rimskih papeških univerzah. V Rimu smo Slovenci leta 1960 za tovrstne namene ustanovili lasten papeški zavod, znan kot Slovenik oz. Slovenicum.

## Bazilike v Rimu in v Vatikanu
Skozi stoletja so v Rimu zgradili nadbaziliko sv. Janeza v Lateranu, Baziliko svetega Petra v Vatikanu, Baziliko Marije Snežne, baziliko svetega Pavla zunaj obzidja in številne druge cerkve ter svetišča, ki so jih radi obiskujejo romarji, kot del svoje vere in pobožnosti.

## Spokorna romanja
Katoliška vera je poznala tudi spokorna romanja, kjer je bilo dolgo potovanje oblika pokore za storjene prekrške. Iz tega se je pozneje razvila navada, da se je vernik zaobljubil obiskati določen posvečeni kraj v zahvalo za Božjo pomoč v stiski. Spokorno romanje je bilo od osmega stoletja dalje najhujša kazen, ki je lahko zadela predvsem cerkvene dostojanstvenike, ki pač niso bili kaznivi po laičnem pravu. V primeru hudih zločinov (umora ali krvoskrunstvo) je moral grešnik potovati peš do papeža, ki mu je določil kazen ali ga odvezal greha. V poznem srednjem veku, ko so bili vsi verniki prepričani, da nosijo kako krivdo, so vsa romanja postala spokorna; verniki niso več hodili v Rim, da bi pobožno počastili grobove  apostolov in mučencev, pač pa so hodili po »odpuščanje grehov«.
Po letu 1000 so se ljudje znebili strahu pred koncem sveta in so se začeli zanimati tudi za izboljšanje življenjskih pogojev. Med drugim so začeli tudi potovati v trgovske namene in romarske poti so postale svoja vrsta trgovskih poti. Ob njih so zrasla prenočišča in hospici (ambulante) za romarje.

## Svetoletna romanja
Prvo sveto leto 1300 je »kot leto posebne Božje milosti« razglasil papež Bonifacij VIII., zato so romarji preplavili Rim. Italijanski pesnik Dante Alighieri je o tem v svoji Božanski komediji, v Peklu zapisal, da so zaradi podelitve popolnih odpustov, grehov in kazni ter posledične množice romarjev, čez Angelski most pod Angelskim gradom morali uvesti ločeni dvosmerni promet.
V katoliški Cerkvi še danes sveto leto, ki ga razglasi papež, pomeni jubilejno leto odpuščanja grehov, leto sprave in spreobnjenja, pokore ter zakramentalne spovedi.

## Romanja v Kompostelo
Koncem prvega tisočletja se je pojavil še en romarski kraj, ki je do danes močno zaznamoval tako kristjane kot romarje. V prvi polovici 9. stoletja so tam našli posmrtne ostanke apostola sv. Jakoba Starejšega. V tistih časih je bila večina današnje Španije pod oblastjo Mavrov, leta 844 pa je prišlo do bitke pri Claviju, v kateri je krščanska vojska prišla do prve zmage. Po izročilu naj bi do zmage prišlo prav zaradi posredovanja sv. Jakoba, ki naj bi se sredi bitke prikazal na belem konju, z belim praporjem in mečem v rokah. Svetnika so kmalu povzdignili v simbol boja kristjanov proti muslimanom, v zavetnika krščanske kraljevine Španije, njegov grob v Santiagu de Composteli, na katerem so zgradili mogočno katedralo, pa je postal cilj romarjev z vseh koncev sveta.
Tudi Slovenci so že v Srednjem veku romali v Kompostelo. V zgodovinskih virih je zapisano, da si je Ulrik II. Celjski, zadnji moški član rodbine, samo od očeta izposodil vrtoglavo vsoto 32.000 zlatnikov za »viteško potovanje« v Kompostelo. Na dolgo pot v Španijo se je odpravil z veličastnim spremstvom, kjer ga je med potovanjem 16. aprila 1430 sprejel kastiljski kralj Janez II. (1405–1454) ter ga odlikoval z redom »collar del escama«.

## Romanja v Köln
Relikvije modrih z Vzhoda naj bi med svojim romanjem v Sveti deželi našla cesarica Sv. Helena, mati rimskega cesarja Konstantina in jih dala prepeljati v Konstantinopel. Njen vnuk jih je podaril milanskemu škofu Evstorgiju I., ko pa je rimsko-nemški cesar Friderik I. Barbarossa leta 1158 oblegal Milano, so te relikvije našli. Ko je leta 1162 cesarska vojska mesto zavzela, je cesar odredil, da posmrtne ostanke prepeljejo v Köln, kamor so prispeli leta 1164. Tam so zanje izdelali mogočni relikviarij v obliki bazilike, ki je danes na vzvišenem mestu, v stekleni vitrini, za glavnim oltarjem tamkajšnje katedrale. O romanjih v Kelmorajn (Köln) izpričuje knjiga nekdanjega tržaško-koprskega škofa in pozneje lavantinskega škofa Andreja Karlina, iz leta 1903.
Romanja Slovencev so se vršila od 14. stoletja, vsakih sedem let, vse do leta 1775, ko jih je prepovedal avstrijski cesar Jožef II. Da so bila slovenska romanja v Köln resnično množična, pričuje tudi dejstvo, da so imeli romarji, pod vodstvom t.i. romarskega vojvode, spotoma v Aachnu zagotovljeno mašo v slovenščini, stroške slovensko govorečega duhovnika pa sta poravnavali mesti Ljubljana in Kranj. 

## Romarske poti v Sloveniji
Najstarejša izmed romarskih poti v pravem pomenu izraza je zagotovo Via Francigena, po kateri so romarji dolga stoletja potovali v Rim. Iz območja današnje Slovenije je nekoč vodila do ene od pomembnejših postaj, benediktinskega samostana v Štivanu pri Trstu, ustanovljenega v 6. stoletju, od tam pa do Beneške lagune ali po morju v Benetke.
Že omenjena Jakobova pot (El Camino) ima tudi v Sloveniji štiri krake, ki se srečajo v Ljubljani.
Kot vse evropske Jakobove poti tudi ta poteka v smeri od vzhoda proti zahodu, pri nas pa skozi Logatec, Planino pri Rakeku in Vipavsko dolino proti Trstu ali skozi Bled proti Kranjski Gori ter naprej čez Italijo in Francijo v Galicijo.
Pot svetega Martina Tourskega (Via Sancti Martini) je dolga približno 2500 km in povezuje kraje, ki so zaznamovali življenje in čaščenje tega svetnika. Pot vodi od Szombathelyja (Sombotel) na Madžarskem, rojstnega kraja sv. Martina, preko Slovenije do Pavie v Italiji, kjer je sv. Martin odraščal. Nadaljuje se do Toursa v Franciji, kjer je bil imenovan za škofa in kjer je tudi pokopan, vse do kraja Candes-Saint Martin v Franciji, kjer je sv. Martin umrl. Leta 2005 jo je  Svet Evrope proglasil za Evropsko kulturno pot.
Slomškova pohodniška pot je od vseh romarskih poti v Sloveniji najmlajša in najkrajša. Zgodovinsko bogata in duhovno poglobljena vodi od rojstne hiše blaženega škofa Antona Martina Slomška do Nove Cerkve, po različnih postajah njegovega življenja. Dolga je okoli 30 km, v celoti jo je možno zložno prehoditi v okoli 28 urah.

## Narodno romarsko središče in škofijska romarska središča

### Narodno romarsko središče
| Slika                     | Cerkev                  | Kraj   | Župnija                                                               | Škofija   |
| ------------------------- | ----------------------- | ------ | --------------------------------------------------------------------- | --------- |
| Klikni za spremembo slike | Bazilika Marije Pomagaj | Brezje | Podrejeno Nadškofiji Ljubljana, katere škofijsko romarsko središče je | Ljubljana |

### Škofijska romarska središča
Škofijska romarska središča so pomembna verska središča, ki jih potrdi škof ordinarij. V Sloveniji je šest škofijskih romarskih središč, od katerih štiri nosijo tudi status manjše bazilike. 
| Slika                     | Cerkev                              | Kraj                | Župnija        | Škofija       |
| ------------------------- | ----------------------------------- | ------------------- | -------------- | ------------- |
| Klikni za spremembo slike | Bazilika Marije Zavetnice s plaščem | Ptujska Gora        | Ptujska Gora   | Maribor       |
| Klikni za spremembo slike | Bazilika Marijinega obiskanja       | Petrovče            | Petrovče       | Celje         |
| Klikni za spremembo slike | Cerkev Marijinega vnebovzetja       | Čatež (hrib Zaplaz) | Čatež - Zaplaz | Novo mesto    |
| Klikni za spremembo slike | Cerkev Marijinega vnebovzetja       | Turnišče            | Turnišče       | Murska Sobota |
| Klikni za spremembo slike | Bazilika Svetogorske Matere Božje   | Sveta Gora          | Solkan         | Koper         |

## Domače romarske cerkve
Glavni cilji romarjev so bili od nekdaj trije: Jeruzalem, Rim in Santiago. Ker niso vsi verniki imeli možnosti za tako dolga romanja, so se začele graditi »domače romarske cerkve«, h katerim so romarji množično hodili predvsem ob velikih cerkvenih praznikih, posebej pa na god cerkvenega zavetnika. Pri nekaterih od teh so sčasoma zgradili tudi stopnice (tudi po vzoru Svetih stopnic v Lateranu) ali manjše kapelice (lahko tudi s skrivnostmi rožnega venca), v nekaterih primerih pa večje kalvarije s postajami križevega pota.
Med tistimi s kalvarijo pri nas posebej izstopa cerkev sv. Roka nad Šmarjem pri Jelšah, z umetniško poslikanimi kapelicami z baročno opremo, ki so jih zgradili, ko je leta 1646 prenehala nevarnost kuge.

## Marijanska svetišča v zamejstvu in po svetu
Mariji posvečena svetišča, ki so sčasoma prerasla v romarska središča, so se začela graditi že v zgodnjem srednjem veku. Prve omembe romanj k marijinim svetiščem segajo v 6. stoletje, vendar se je število teh poti začelo znatno povečevati od 11. stoletja naprej.
Od marijanskih romarskih središč so opisana samo najpomembnejša:
- Gospa Sveta na Gosposvetskem polju velja za najstarejšo cerkev s Slovenci poseljenega ozemlja, bila je osrednji center pokristjanjevanja karantanskih Slovanov. K njej prihajajo Slovenci s širšega slovenskega območja na vse večje Marijine praznike.

- Stara gora nad Čedadom v Italiji je tipična marijanska »Božja pot«, v srednjeveškem pomenu, kamor so od nekdaj romali tudi Slovenci. Čeprav je dobila današnji videz šele leta 1744, ko je bila prezidana in obnovljena, sega stavbna zgodovina svetišča v zgodnji srednji vek, gradnja prvotnih kapelic pa v enajsto stoletje.[17]

- Svete Višarje V slikovitem zaselku na 1766 m visoki gori južno od vasi Žabnice v Kanalski dolini v Italiji, se nahaja romarska cerkev Višarske Matere Božje.[18] Zaradi romarjev iz Italije, Slovenije in Avstrije že od 16. stoletja velja za božjo pot treh narodov, sedaj pa tudi za božjo pot Evrope.[19]

- Svetišče Matere Božje na Trsatu pri Reki velja za eno najstarejših hrvaških marijanskih svetišč, znano tudi po bogati zgodovini in kulturni dediščini.[20]

- Mariazell v avstrijski deželi Štajerski je starodavno marijansko središče, kjer je predmet češčenja čudodelna podoba Device Marije iz leta 1157. V delu velike bazilike, zgrajene leta 1644, je župnijska zakladnica.

- Marijino svetišče na Vejni pri Trstu, je primer modernistične gradnje. Arhitekturna zasnova ponavljajoče piramide v konstrukciji naj bi simbolizirala marijin monogram (mariogram), spominjala pa tudi na božjo troedinost.

- Assisi v Umbriji je pogosto cilj romarjev, ki potujejo v Rim. Romarsko središče z dvema bazilikama je rojstni kraj tako sv. Frančiška kot sv. Klare, redovnih ustanoviteljev frančiškanov in klaris.[21]

- Lurd (Lourdes) v jugozahodni Franciji, na vznožju Pirinejev, velja za največje romarsko središče na svetu. Znano je postalo po prikazovanjih Device Marije leta 1858.[22] Del romanja so obisk votline Massabielle, kjer so se zgodila prikazovanja Bernardki, ter vsaj ene od bazilik ali cerkva kompleksa Naše Gospe Lurdške. Svetišče je znano tudi po zdravilni vodi, ki naj bi imela čudežne učinke.

- Loreto je znan po svoji gotsko-renesančni baziliki Svete hiše. V njej hranijo relikvije hiše, v kateri naj bi živela Sveta družina. Ta naj bi bila v 13. stoletju čudežno prenesena iz Nazareta v Loreto. V baziliki hranijo tudi marijino podobo, znano kot Loretska Marija.

- Fatima je svetovno znano romarsko središče, kjer se je leta 1913 Marija prikazala trem pastirjem. Obsega baziliko Marije rožnovenske, kapelo Marijinega prikazanja in moderno baziliko Svete Trojice.

- Međugorje je svetovno znano romarsko središče v Hercegovsko-neretvanskem kantonu federacije Bosne in Hercegovine, priljubljeno zaradi marijinega prikazovanja šestim lokalnim otrokom.[23] Od leta 2019 so romanja v Međugorje odobrena s strani Rimske kurije, čeprav uradno ni potrjeno, da imajo prikazovanja nadnaravni izvor.

- Največje mehiško romarsko marijansko svetišče je bazilika Marije Guardalupske (nova in stara). Nahajata se na griču Tepeyak, danes v predmestju mehiškega glavnega mesta, ter skupaj predstavljata eno od najbolj obiskanih romarskih središč na svetu.[24] Marija Guardalupska (Virgen de Guardalupe) je simbol identitete in vere Mehičanov ter ima svoj praznik 12. decembra. Marijina prikazanja leta 1531 in njena milostna podoba v indijanski (azteški) narodni noši, s svojo simboliko so pripomogla, da je v naslednjih sedmih letih krščansko vero sprejelo kar sedem milijonov prebivalcev.

- Romarsko središče v Aparecidi, v notranjosti brazilske zvezne države São Paulo, 150 km severovzhodno od São Paula in 250 km zahodno od Ria de Janeira, je osrednje narodno romarsko središče Brazilije.[25] Tamkajšnja bazilika Brezmadežne device Marije Aparecide, s svojo milostno podobo, je največja cerkev v Južni Ameriki ter velja za drugo največjo cerkev na svetu in največje marijansko svetišče.[26] Vsako leto jo obišče 12 milijonov romarjev iz Brazilije in drugih koncev sveta.